# Freden i Wien (1864)
Freden i Wien 1864 avslutade dansk-tyska kriget, också benämnt andra schleswigska kriget.

## Krigsförloppet
En preussisk-österrikiska styrka på omkring 60 000 man tågade in i Schleswig i februari 1864. Den danska armén om 35 000 man angreps vid Dannevirke, vilket efter strid övergavs av danskarna, vilka senare förlorade ett avgörande slag vid Dybbøl i april.
En vapenvila ingicks för perioden 9 maj och 25 juni 1864, men fredsförhandlingar under denna period ledde ej till något avslut. Danskarna drabbades därefter av ytterligare förluster, vilket bland annat ledde till att de utrymde Als, dit man fört en armé på och där danskarna hade fästningsartilleri. De tyska trupperna ockuperade hela Jylland.

## Det andra vapenstilleståndet

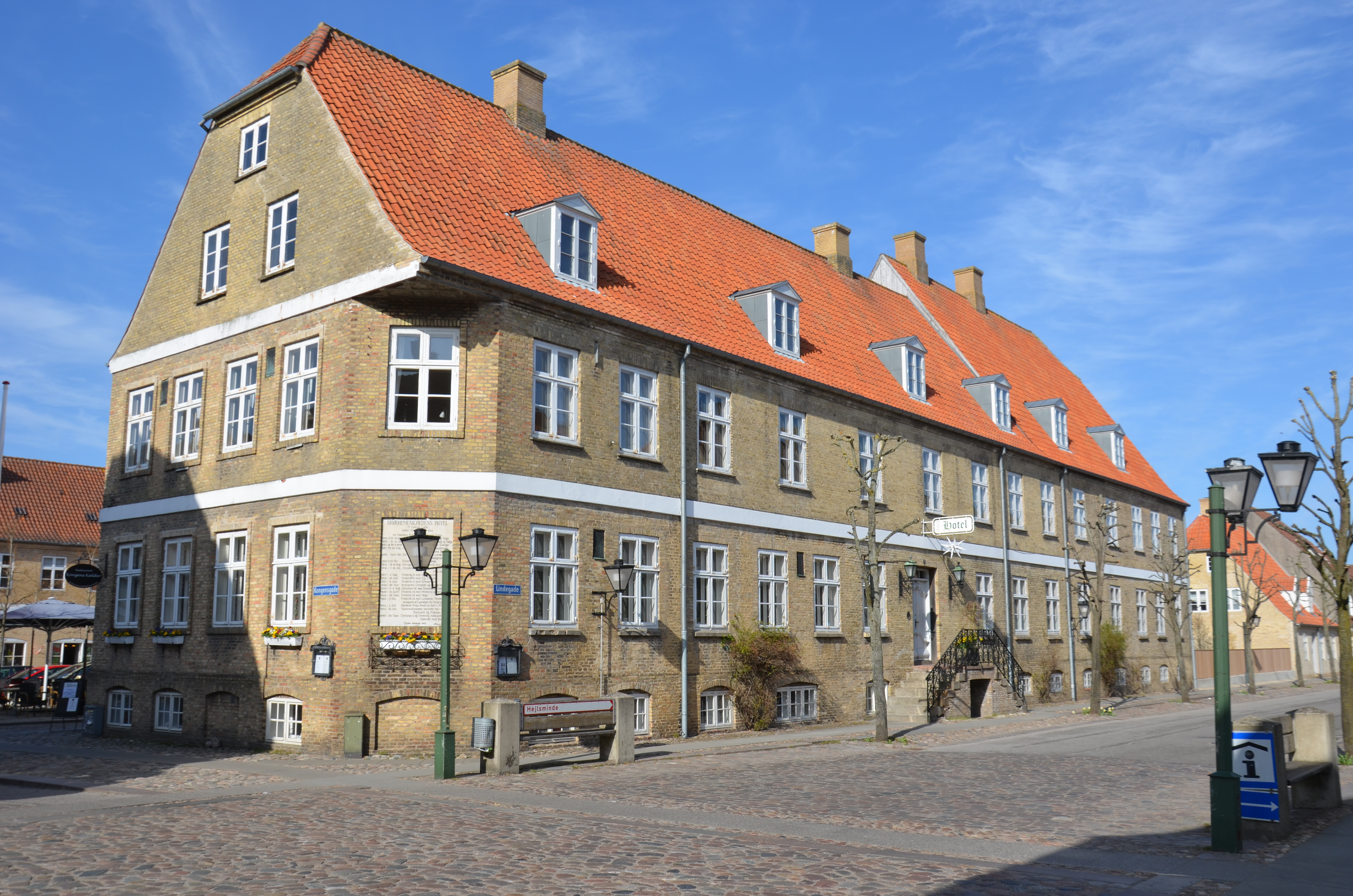
Brødramenighedens Hotel i Christiansfeld

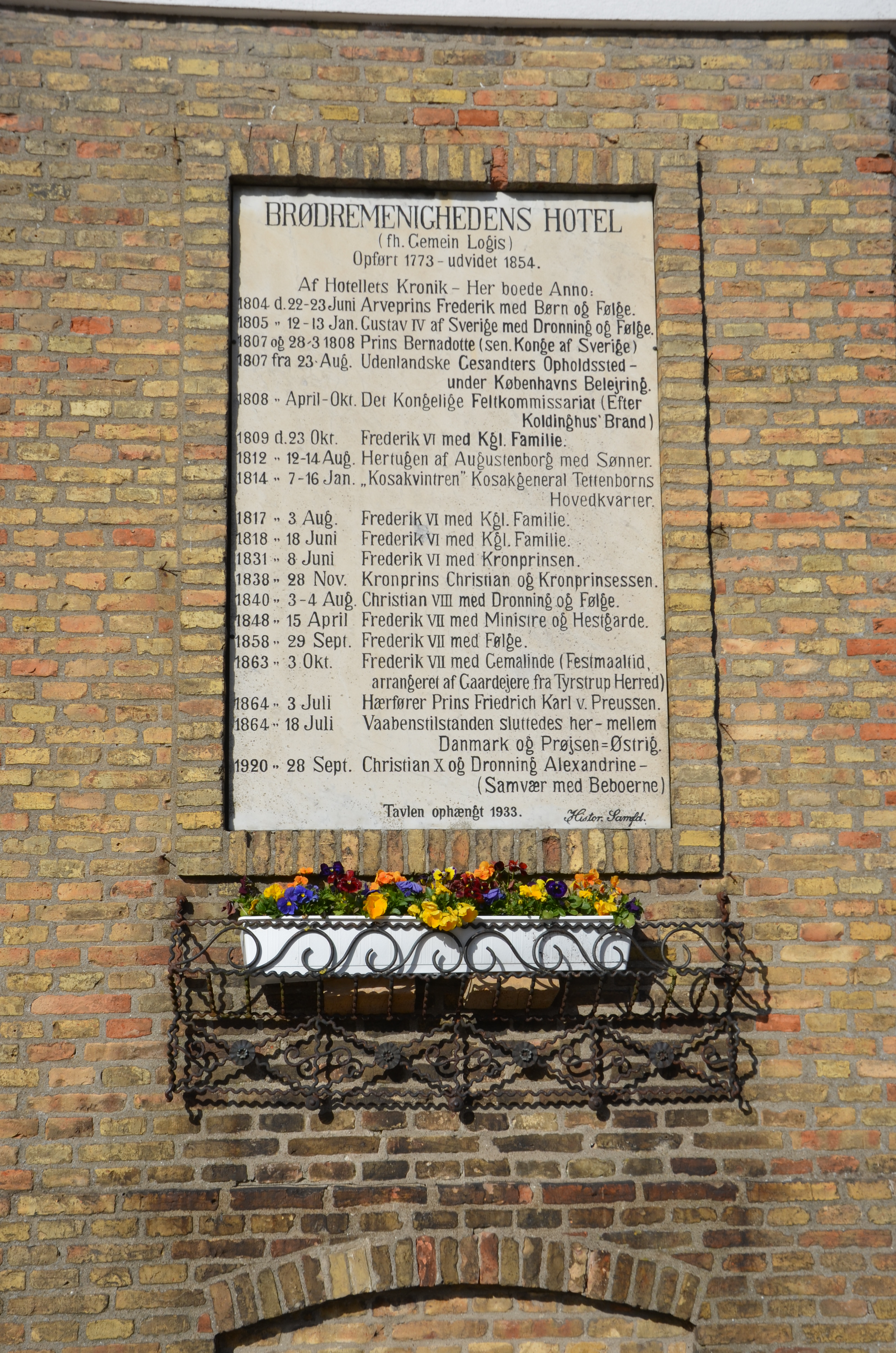
Minnestavla på Brødramenighedens Hotel i Christiansfeld

Ett andra vapenstillestånd träffades klockan 03:00 den 18 juli 1864 i Christiansfeld. Det underskrevs av den danske översten Heinrich Kauffmann och den preussiske överstelöjtnanten Gustav von Stiehle på Brødremenighedens hotel i staden och var giltigt till 31 juli 1864 klockan 12:00. Efter vapenvilan förklarade sig Danmark villigt att inleda fredsförhandlingar.

## Fredsavtalet
Fredsförhandlingar mellan Danmark, Preussen och Österrike skedde i Wien i oktober, varvid bland andra Otto von Bismarck deltog. Fredsavtalet träffades den 30 oktober 1864 och undertecknades i originaltext på franska av bland andra, för Danmark av George Quaade och Heinrich Kauffmann. Den danska kungen tvingades avstå överhögheten över hertigdömena Schleswig, Holstein och Sachsen-Lauenburg till Preussen och Österrike för att administreras som ett kondominat av dessa två länder.
Genom fredstraktaten skedde också en utväxling av områden, på så sätt att vissa enklaver som legat direkt under Danmarks kung överfördes till hertigdömet Schleswig, medan Ribe härad, Nørre Tyrstrup härad och Ærø överfördes från Schleswig till kungariket Danmark.

## Efterverkningar
Enligt fredsavtalet skulle hertigdömena styras av Preussen och Österrike gemensamt. Skiljaktligheter ifråga om administrationen blev senare en av anledningarna till det av Preussen framprovocerade utbrottet av preussisk-österrikiska kriget 1866.